# Edson Pujol
Edson Leal Pujol GCMM • GCMD (Dom Pedrito, 2 de janeiro de 1955) foi um General de Exército, que foi Comandante do Exército Brasileiro entre 11 de janeiro de 2019 e 20 de abril de 2021.

## Carreira militar

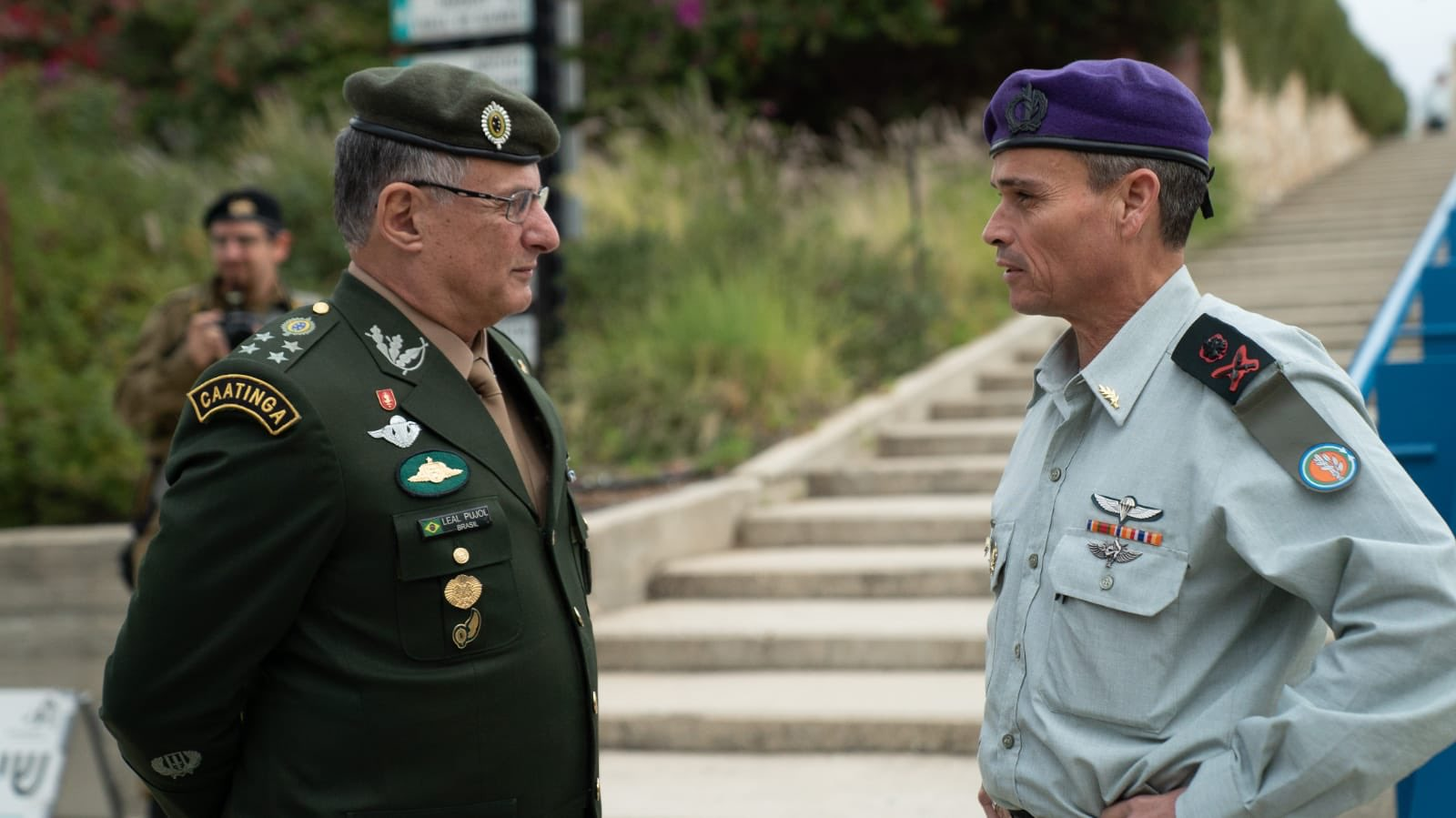
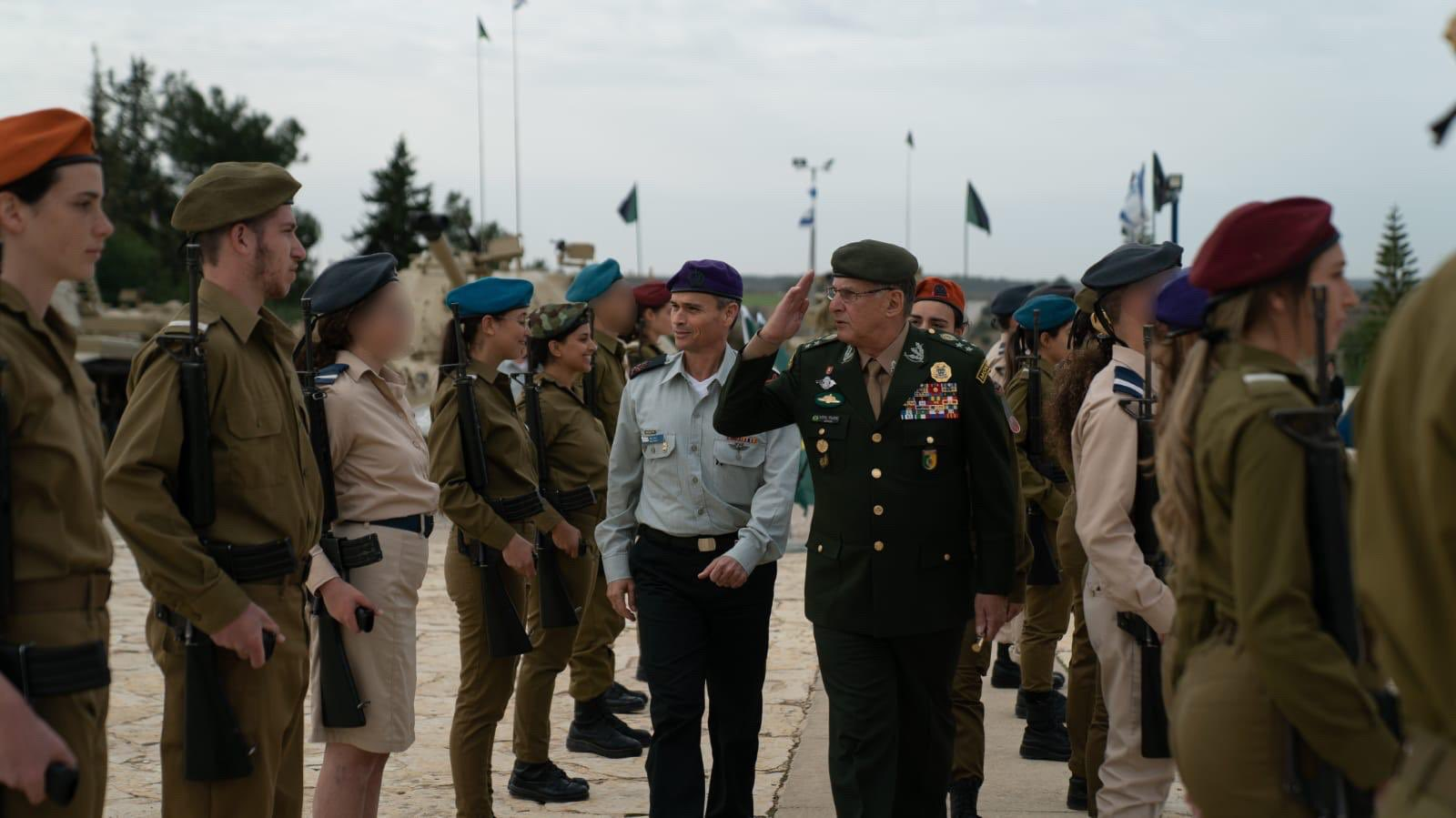
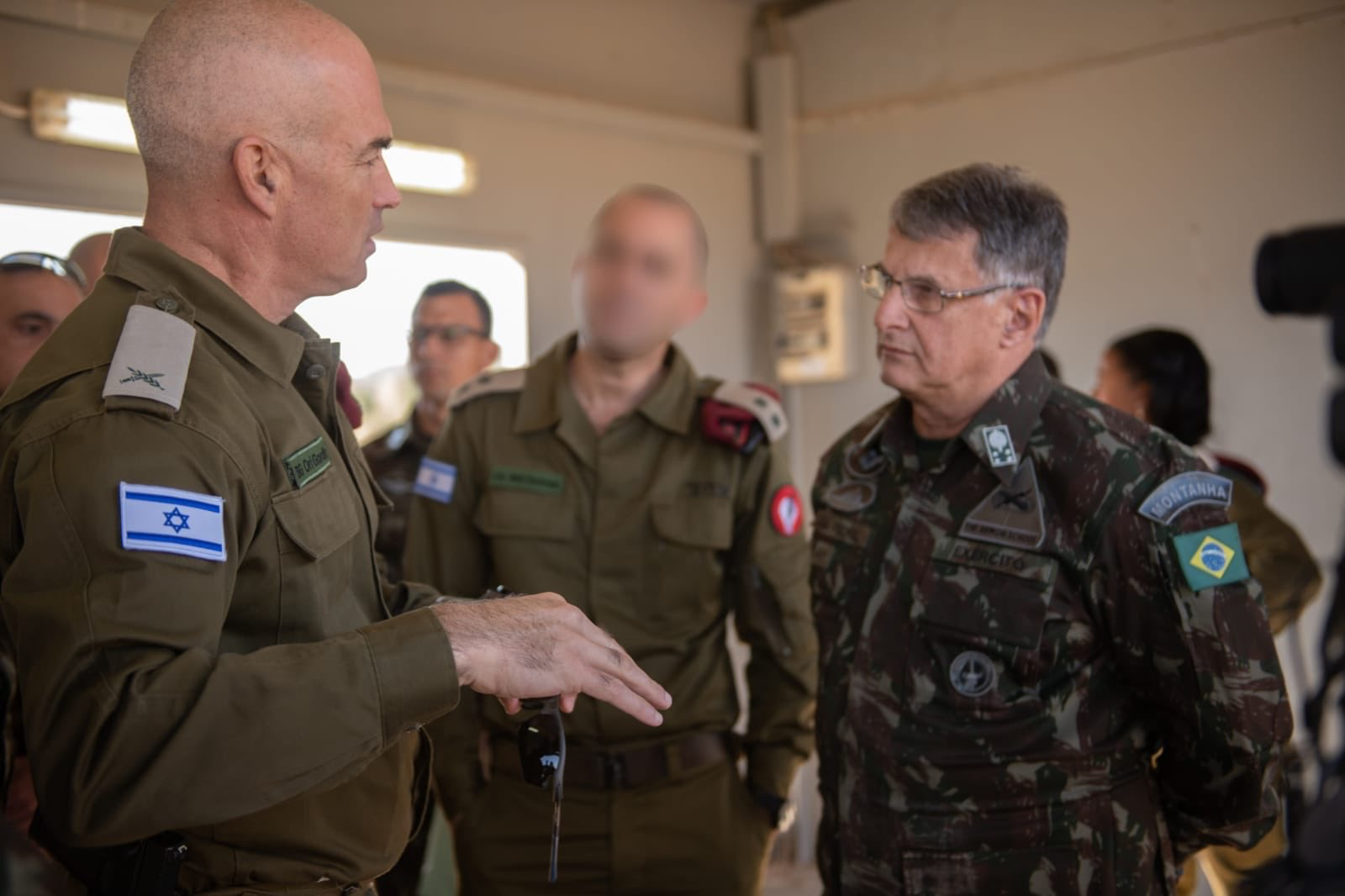
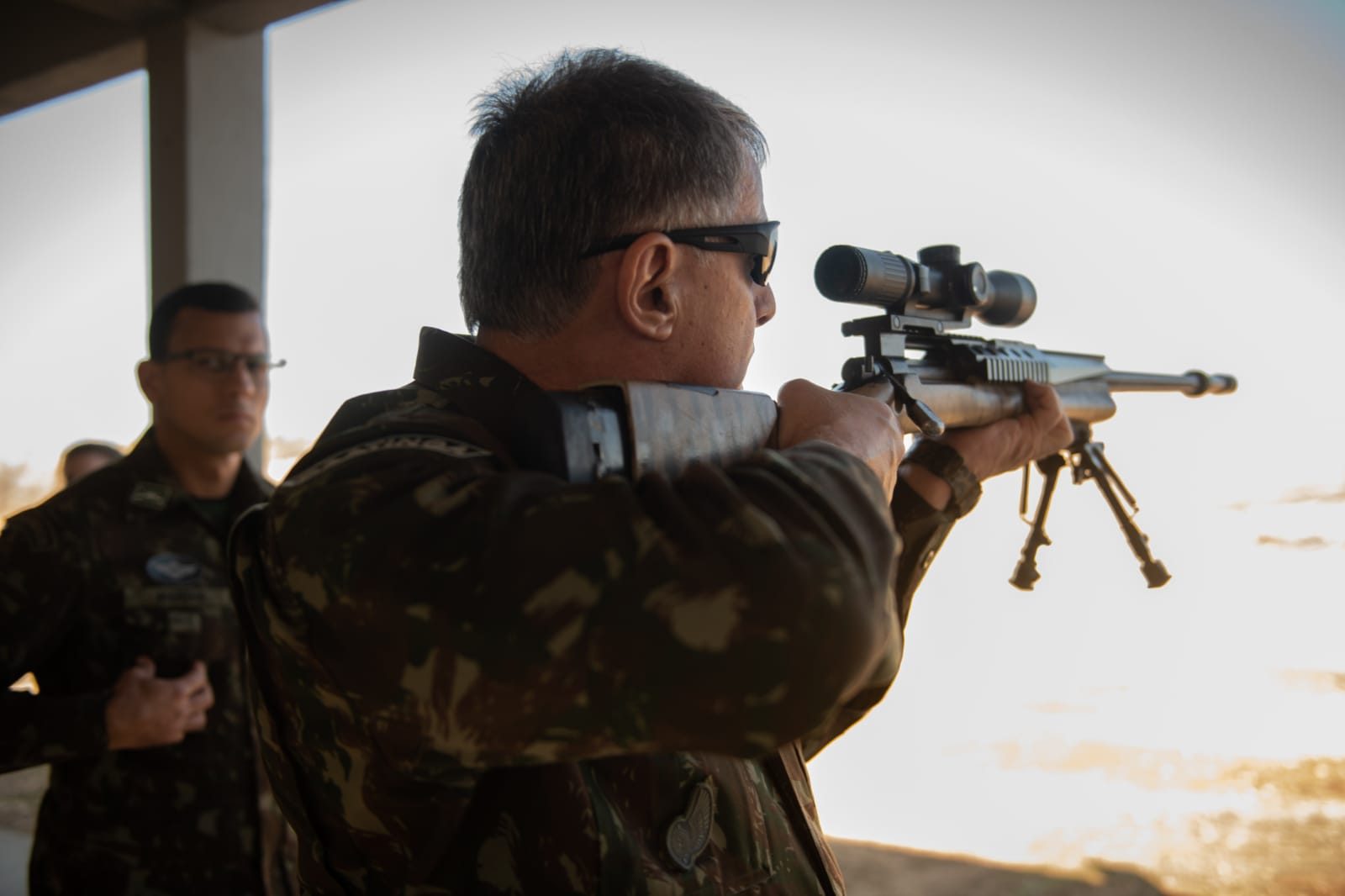

Filho do Coronel da Brigada Militar do Rio Grande do Sul, Péricles Corrêa Pujol, e de Maria Lina Leal Pujol, estudou no Colégio Militar de Porto Alegre (CMPA) de 1967 a 1970. Iniciou sua carreira militar em 1º de março de 1971, ao ingressar na Escola Preparatória de Cadetes do Exército. Em seguida, estudou na Academia Militar das Agulhas Negras (AMAN), sendo declarado Aspirante-a-Oficial em 1977, sendo o primeiro colocado de sua turma de cavalaria. Foi também o primeiro colocado de sua turma de cavalaria na Escola de Aperfeiçoamento de Oficiais (EsAO) e na Escola de Comando e Estado-Maior do Exército (ECEME), recebendo por isso a medalha Marechal Hermes de prata dourada com três coroas.[carece de fontes?]
Ao sair da AMAN, foi designado para servir no 12o. Regimento de Cavalaria Mecanizado, em Porto Alegre, no ano de 1978.[carece de fontes?]
Como oficial-general, comandou a 1ª Brigada de Cavalaria Mecanizada, localizada em Santiago, no Rio Grande do Sul. Entre 25 de abril de 2009 e 29 de abril de 2011 foi o Comandante da AMAN. Em seguida, chefiou o Centro de Inteligência do Exército, até março de 2013.
No dia 27 de março de 2013, foi nomeado Comandante da Força de Paz na Missão de Estabilização das Nações Unidas no Haiti (MINUSTAH).
Passou o Comando da MINUSTAH em 15 de março de 2014. Na ocasião, o Secretário-Geral da ONU, Ban Ki-moon, afirmou que sua dedicação, seu profissionalismo e sua liderança contribuíram de grande forma para os esforços de estabilização das Nações Unidas no Haiti.
Em seguida, foi nomeado para o cargo de Secretário-Executivo do Gabinete de Segurança Institucional da Presidência da República, que exerceu de abril de 2014 a abril de 2015.
Promovido a General de Exército em 31 de março de 2015, foi designado Secretário de Economia e Finanças. Alguns meses depois, assumiu o Comando Militar do Sul, em Porto Alegre-RS, em substituição ao General Antonio Hamilton Martins Mourão.
Exerceu esse cargo de 26 de janeiro de 2016 a 26 de abril de 2018, quando o transmitiu ao General de Exército Geraldo Antônio Miotto.
Assumiu a chefia do Departamento de Ciência e Tecnologia em 4 de abril de 2018, em Brasília-DF.
Em 21 de novembro de 2018, foi anunciado que assumiria o posto de Comandante do Exército Brasileiro, seguindo a tradição de assumir o oficial mais antigo da ativa.
Em entrevista concedida à Folha de S.Paulo, no dia 24 de novembro de 2018, afirmou que há preconceito na análise do período militar no Brasil.
Assumiu o cargo de Comandante do Exército Brasileiro em 11 de janeiro de 2019, sucedendo o General Eduardo Villas Bôas.

Em 13 de novembro de 2020, após uma conturbada semana na política nacional e discursos do presidente Jair Bolsonaro sobre o uso de pólvora contra os EUA em questões relacionadas a Amazônia, afirmou durante seminário de segurança nacional que o exército não possui partido nem é instrumento político do governo.
“Não somos instituição de governo, não temos partido. Nosso partido é o Brasil. Independente de mudanças ou permanências em determinado governo por um período longo, as Forças Armadas cuidam do país, da nação. Elas são instituições de Estado, permanentes. Não mudamos a cada quatro anos a nossa maneira de pensar e como cumprir nossas missões”.
Em 31 de março de 2021, foi anunciada sua substituição no Comando do Exército pelo General Paulo Sérgio Nogueira de Oliveira.
Passou o Comando da Força Terrestre no dia 20 de abril de 2021. Após isso, o general reformado Leal Pujol decidiu se mudar para Porto Alegre para se dedicar a uma vida mais tranquila junto a família e aos cavalos.
Edson Leal Pujol visita a Israel, dezembro de 2019

## Condecorações
- Ordem do Mérito Militar no grau de Cavaleiro ordinário (2002),[24] sendo posteriormente promovido a Oficial (2006),[25] Comendador (2007),[26] Grande-Oficial (2011)[27] e Grã-Cruz (2015).[1]
- Ordem do Mérito da Defesa, no grau de Grã-Cruz (2019)[2]
- Medalha do Mérito Mauá (2019)[3]
- Medalha do Pacificador
- Medalha Marechal Hermes
- Medalha Mérito do Estado-Maior Conjunto das Forças Armadas[28]